# منتجعات وورلد أرينا
منتجعات وورلد أرينا (بالإنجليزية: Resorts World Arena)‏ هي ساحة داخلية متعددة الأغراض تقع في المركز الوطني للمعارض (NEC) في سوليهل، إنجلترا. تتسع لـ 15،685 مقعدًا.